# IC 1116
IC 1116 — галактика типу E-S0 (еліптична спіральна галактика) у сузір'ї Змія.
Цей об'єкт міститься в оригінальній редакції індексного каталогу.